# Stade Marseillais Université Club (basket-ball féminin)
Le Stade marseillais Université Club est un club français de basket-ball. Il s'agit d'une des sections du club omnisports du SMUC. La section possède son homologue masculin.
En 2011-2012, l'équipe première du SMUC évolue en :NF2  (4e niveau national).
Ce club, l'un des 27 clubs de basket-ball marseillais, est basé dans le 8e arrondissement de Marseille.

## Historique
La section basket-ball féminin du SMUC a été créée en 1932. Sur le plan régional, le SMUC accroche 10 titres de champions de Provence, de 1935 à 1944. En 1946, 1947 et 1957, le SMUC se hisse en finales du Championnat de France, après avoir remporté le titre en 1945. De plus, le SMUC accroche 11 titres de champion de France universitaire. Le SMUC après une descente est sacré champion de France excellence en 1960, avant de redescendre en 1968, pour être ensuite champion de France fédéral en 1970.
En 2007, l'AS Bengalis est absorbée par la section basket-ball du SMUC. Voici son historique :

Le logo du Bengalis

- 1938 : fondation des "Bengalis" à la rue Félix Pyat, à Marseille dans le 3e arrondissement, en tant qu'association d'éducation physique, sportive et morale pour jeunes filles.
- 1949 : apparition du basket-ball chez les Bengalis.
- 1968 : affiliation à la FFBB : le basket-ball féminin devient la seule activité des Bengalis.
- 1980 : accession au championnat de France NF3.
- 1983 : création d'une section masculine, mais le club restera essentiellement à vocation féminine..
- 1996 : l'ASB est vice-champion de France NF3.
- 1997 : obtention d'un ticket d'entrée en NF1B, aujourd'hui la NF1 : la montée ne sera malheureusement pas possible.
- 2006 : accession en NF1 (2e division)
- 2007 : l'équipe est absorbée par la section Basket du SMUC.

## Palmarès
- Championnat de France de basket-ball
  - Champion :  1945 (SMUC ou Stade Marseillais Fémina Université Club)
  - Finaliste : 1947, 1948, 1957
- Championnat de France Excellence
  - Champion :  1960
- Championnat de France Fédéral
  - Champion :  1970
- Championnat de France junior
  - Vainqueur : 1954
- Coupe de France cadettes: 
  - Finaliste : 1978[2]

## Bilan saison par saison
- 1944-1945 : Division Excellence (D1) - Champion de France
- 1946-1947 : Division Excellence (D1) - Finaliste
- 1947-1948 : Division Excellence (D1) -Finaliste
- 1955-1956 : Division nationale (D1) - 3e Poule B[3]
- 1956-1957 : Division Nationale (D1) -Finaliste
- 2007-2008:Descente en Nationale féminine 2 (Poule A)
- 2008-2009:Maintien en Nationale 2 féminine Poule A et huitièmes de finale de la coupe de France.
- 2009-2010:Nationale 2 Féminine Poule A quart de finale nationale 2 féminine et montée en NF1.
- 2010-2011:NF1 Poule A

## Entraîneurs successifs
- 2005-2006: Eric Grondeau
- 2006-2008: François Giovanelli
- 2008-2009: Ghislaine Renaud
- 2009-????: Vincent Bousgarbies

## Joueuses
- Jacqueline Biny
- Arlette Masini
- Françoise Hemeryck-Luciani